# Lil Silvio & El Vega
Lil Silvio & El Vega es un dúo colombiano de reguetón, merengue y dancehall conformado por Silvio Andrés Ruiz Pérez (Lil Silvio) (Cartagena, 7 de marzo de 1994) y Luigis Jesús Vega Vega (El Vega) (San Estanislao, 30 de abril de 1995). Lil Silvio realizó estudios de actuación y técnica vocal en la Escuela de Bellas Artes de Cartagena. Luis Rafael Vega Roca, el padre de El Vega, fue un reconocido cantante y representante del folclor colombiano.

## Biografía

### Inicios
Lil Silvio empezó su carrera como cantante cuando tenían 8 años, cantaba reguetón en un grupo llamado “Los Valientes”. A los 9 Años se presentó en el primer Factor Xs, allí tuvo buena acogida. El Vega fue descubierto por su padre que ponía a grabar con una grabadora de la época la cual, el mismo padre utilizaba para sus composiciones. Se presentó también en el reconocido reality colombiano Factor Xs.

## Debut
Lil Silvio se dio a conocer un poco más los 12 años con su Disco “Enredao” ocupando los primeros lugares local y nacional en la radio. Ha grabado con cantantes como: Buxxi, Kevin Flórez, Riko, J Balvin y Dragón & Caballero. Otro de sus logros es haber grabado para el canal RCN en la telenovela “El Joe, La Leyenda”, la vida del Joe Arroyo cuando era adolescente. El Vega llegó a los primeros lugares de las estaciones radiales del Caribe colombiano solicitadas por los oyentes. Fue el ganador del Premio Luna en la categoría “artista revelación del año”, así mismo llevó sus canciones a diferentes partes del país.

## Éxito Musical
El éxito llegó en el año 2013, cuando El Vega lanzó su sencillo "Te Encontré", canción que fue número uno en varias emisoras del país, como Oxígeno, Los 40 principales y La Mega. Más tarde, en ese mismo año lanzaron como dúo su siguiente éxito titulado "Cuando Te Vi", junto a Reykon, y "Mi Declaración" junto a Bigal & L Jake, las cuales tuvieron un éxito similar al anterior. En el año 2015, Lil Silvio & El Vega, después de lanzar su Álbum titulado "Te Encontré", lanzaron su nuevo sencillo llamado "Qué Tengo Que Hacer", el cual es una fusión entre merengue y reguetón.

## Discografía

### Álbumes
Hasta el momento Lil Silvio & El Vega han publicado dos álbumes, con colaboraciones de artistas como Reykon, J Balvin, Kevin Roldán y Ñejo
| Álbum                    | Sello                 | Año  |
| ------------------------ | --------------------- | ---- |
| Te Encontré              | The Lions Récords     | 2013 |
| Versatilidad y Vivencias | The Lions Récords     | 2014 |
| Tienes                   | Universal Music Latin | 2019 |

### Colaboraciones
- Nombre Completo (2009) Feat. Kevin Florez
- Yo Te Venderia (2009) Feat. Kevin Florez
- Mi Declaración (2013)
- Cuando Te Vi (2013) Feat. Reykon
- Oxígeno Grita Gol (2014) Feat. Dragon & Caballero, Jiggy Drama, Young F, J Mendoza
- Se Prendió La Fiesta (2013) Feat. J Balvin
- Tienes La Sonrisa (2015) Feat. Ñejo
- Tienes La Magia (2016)
- Eres (2017)
- Bandido Enamorado (2017) Feat. Dálmata

## Premios y nominaciones

### Premios Shock
| Año  | Trabajo nominado     | Categoría                         | Resultado |
| ---- | -------------------- | --------------------------------- | --------- |
| 2014 | Lil Silvio & El Vega | Mejor artista o agrupación urbana | Nominado  |